# Salwator (imię)
Salwator – imię męskie pochodzenia łacińskiego powstałe na bazie tytułu Jowisza Salvatora  oznaczającego 'zbawcę, zbawiciela'. Na gruncie chrześcijańskim Salvator odnosi się zawsze do Jezusa Chrystusa.
Salwator imieniny obchodzi 18 marca, 17 kwietnia i 22 listopada.
Znane osoby noszące imię Salwator:
Święci i błogosławieni
- Salwator z Ivrei – męczennik i święty katolicki
- Salwator z Horty – franciszkanin i święty katolicki
- Salwator Lilli (1853-1895) – franciszkanin, męczennik i błogosławiony katolicki
- Salwator Damian Enguix Garés (1862-1936) – męczennik i błogosławiony katolicki
- Salwator Estrugo Solves (1862-1936) – męczennik i błogosławiony katolicki
- Salwator Huerta Gutiérrez (1880-1927) – męczennik i błogosławiony katolicki
- Salwator Ferrandis Seguí – męczennik i błogosławiony katolicki

Pozostali
- Salvador Allende, eksprezydent Chile
- Salvatore Asta, biskup włoski
- Tory Belleci, amerykański producent filmowy i rekwizytor
- Toto Cutugno, włoski piosenkarz i kompozytor
- Salvador Dalí, malarz surrealista
- Salvatore De Giorgi, kardynał katolicki
- Salvador Elizondo, meksykański pisarz
- Salvatore Isgro, włoski arcybiskup
- Salvador Laurel, polityk filipiński, prawnik
- Salvador Luria, mikrobiolog amerykański, laureat Nagrody Nobla
- Salvatore Pappalardo, kardynał włoski
- Salvatore Quasimodo, poeta włoski, laureat Nagrody Nobla
- Salvatore Schillaci, piłkarz włoski
- Salvador Sobral, portugalski piosenkarz
- Salvatore Viganò, włoski tancerz i choreograf
- Salvator Xuereb, amerykański aktor drugoplanowy